# Albertsbahn – Elbe bis Burgk
Die ELBE bis BURGK waren normalspurige Tenderlokomotiven der Albertsbahn AG für den Betrieb der Hänichener Kohlezweigbahn. Die Königlich Sächsischen Staatseisenbahnen ordneten die Lokomotiven nach deren Verstaatlichung in die Gattung H VIIIb T ein. Bis 1893 wurden sie ausgemustert.

## Geschichte
Ursprünglich waren für den Betrieb der Hänichener Kohlezweigbahn Lokomotiven des Dresdner Herstellers W. Bayer vorgesehen, die sich allerdings als untauglich erwiesen. Die engen 80-Meter-Radien der Kohlebahn waren für die Probelokomotive FRIEDRICH AUGUST wegen ihres zu großen Achsstandes unbefahrbar.
Die Firma Hartmann in Chemnitz bot der Albertsbahn AG schließlich eine zweifach gekuppelte Lokomotive an, die mit einem voranlaufenden Drehgestell konstruiert war. Diese Konstruktion wies die geforderte Bogenläufigkeit und Leistungsfähigkeit auf. Im Frühjahr 1857 lieferte Hartmann die drei bestellten Lokomotiven aus. Sie erhielten die Namen ELBE, WINDBERG und STEIGER.
Die Lokomotiven bewährten sich auf der kurven- und steigungsreichen Strecke. Die Zugkraft reichte aus, insgesamt zehn beladene 5-Tonnen-Kohlehunte sicher talwärts zu fahren. 1858 wurde eine vierte Lokomotive mit dem Namen FREIBERG nachgeliefert, 1866 noch eine fünfte mit dem Namen BURGK.
Nach der Verstaatlichung der Albertsbahn AG gelangten alle fünf Lokomotiven 1868 in den Bestand der Königlich Sächsischen Staatseisenbahnen, wo sie fortan in die Gattung H VIIIb T eingeordnet waren.
1877 wurden alle fünf Lokomotiven einer größeren Erneuerung unterzogen. Offenbar wurden dabei auch die Dampfkessel ersetzt. Der nach dem Umbau auf 8,5 atü angehobene Kesselbetriebsdruck lässt das sicher erscheinen.
In den Jahren 1885 bis 1893 wurden die Lokomotiven ausgemustert. Fortan wurde der Betrieb auf der Kohlenbahn von den zweifachgekuppelten Tenderlokomotiven der Gattung VII T bewältigt.

## Lokomotivliste
| Lokomotivliste | Lokomotivliste | Lokomotivliste | Lokomotivliste | Lokomotivliste | Lokomotivliste | Lokomotivliste | Lokomotivliste | Lokomotivliste |
| -------------- | -------------- | -------------- | -------------- | -------------- | -------------- | -------------- | -------------- | -------------- |
| Name           | Fabrik-Nr.     | Baujahr        | Name (1868)    | Nr. (1868)     | Nr. (1892)     | Ausmusterung   | Bemerkung      |                |
| ELBE           | 77             | 1857           | DÖHLEN         | 235            | -              | 1889           |                |                |
| WINDBERG       | 78             | 1857           | WINDBERG       | 236            | -              | 1885           | -              |                |
| STEIGER        | 79             | 1857           | HAINSBERG      | 237            | -              | 1889           | -              |                |
| FREIBERG       | 118            | 1858           | FREIBERG       | 238            | -              | 1885           | -              |                |
| BURGK          | 271            | 1866           | BURGK          | 239            | 1695           | 1893           | Nachlieferung  |                |